# Rétropéritoine

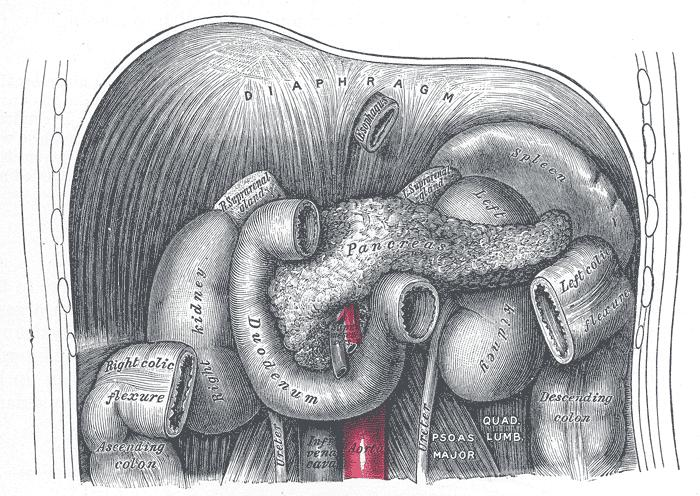
Rétropéritoine, vue antérieure, (les organes de la cavité péritonéale ont été réséqués : foie, vésicule biliaire et estomac en haut, grand omentum, côlon transverse et jéjunum en bas)

Le rétropéritoine est la partie de l'abdomen en arrière de la cavité péritonéale. Il contient des organes des appareils urinaire et digestif ainsi que des vaisseaux et nerfs à destination de l'abdomen, du pelvis et des membres inférieurs. Ainsi on peut considérer cet espace comme une prolongation du médiastin.

## Contenu
Les viscères rétropéritonéaux principaux sont :
- les reins ;
- les glandes surrénales ;
- les uretères (pour leur partie lombaire) ;
- le pancréas (pour sa tête et son corps) ;
- le duodénum (pour ses parties 2 et 3) ;
- le côlon (pour ses parties ascendantes et descendantes).

On peut diviser ces organes en deux groupes selon un critère embryologique chronologique. En effet, la localisation rétropéritonéale peut être primitive ou intervenir secondairement ; ainsi le pancréas, le duodénum et le côlon sont "rétropéritonisés" secondairement.
Les artères principales sont :
- l'aorte abdominale
- le tronc cœliaque
- les artères rénales et surrénales
- les artères testiculaires (chez l'homme) ou ovariques (chez la femme)
- l'artère mésentérique inférieure
- les artères iliaques communes.

Les veines principales sont :
- la veine cave inférieure
- les veines rénales et surrénales
- les veines testiculaires (chez l'homme) ou ovariques (chez la femme)
- les veines iliaques communes.

Les nerfs principaux sont issus des plexus lombaire et cœliaque.
Des loges de tissu adipeux sont situées près des reins.
Enfin, dans un sens large on pourrait inclure le rachis lombaire dans le rétropéritoine.

## Pathologie
Le rétropéritoine peut être le siège de toutes les maladies spécifiques de chacun de ses organes.
Une pathologie spécifique de la région est la fibrose rétropéritonéale.